# Guggenalm
Die Guggenalm ist eine Alm in der Gemeinde Kiefersfelden.
Die Almhütte und die Jagdhütte auf der Guggenalm stehen unter Denkmalschutz und sind unter den Nummern D-1-87-148-70 und D-1-87-148-71 in die Bayerische Denkmalliste eingetragen.

## Baubeschreibung
Die Almhütte der Guggenalm ist ein verschindelter Holzbau auf hohem Steinsockel mit einem schindelgedeckten Satteldach. Das Gebäude wurde 1780 errichtet.
Die Jagdhütte auf der Guggenalm ist ein erdgeschossiger Blockbau mit Flachsatteldach. Die Firstpfette ist mit dem Jahr 1823 bezeichnet, das Gebäude ist im Kern jedoch älter.

## Heutige Nutzung
Die Guggenalm ist bestoßen und bewirtet.

## Lage
Die Guggenalm befindet sich im Mangfallgebirge östlich des Trainsjochs auf einer Höhe von 1230 m ü. NN unterhalb des Guggenecks.
In nördlicher Richtung befindet sich die Oberaudorfer Alm.